# Östergötlands runinskrifter 170
Östergötlands runinskrifter 170, Ög 170, är en runsten i Gårdeby socken i Söderköpings kommun. Den hittades på 1800-talet i jorden vid Össby men står nu rest vid landsvägen i Åkerby, omkring 1 km väster om Össby och cirka 1,3 km sydväst om Gårdeby kyrka. Stenen är 1,74 meter hög och materialet är gråsten. Runorna står i en slinga som är 13–15 cm bred och utformad som en orm, vars huvud ses ur fågelperspektiv. Detta stildrag talar för att inskriften ristades någon gång under 1000-talets första hälft (Se runstensstilar). På mittytan finns ett kors samt vissa ytterligare, otydliga linjer.
Intill och på ömse sidor om stenen är 2 klotstenar placerade ca 0,35 m diameter.
Translitterering av runraden:
halstun ¤ risti ¤ stun ¤ þansi ¤ ʀuiʀ ¤ faþu ¤ sin ¤ sini
Normalisering till runsvenska:
Hallstæinn ræisti stæin þannsi yfiʀ faður sinn Sini(?).
Översättning till nusvenska:
Hallsten reste denna sten över sin fader Siner.
Det lite udda ʀuiʀ antas representera prepositionen yvir, "över". Förklaringen till stavningen med ʀ som inledning antas vara att ristaren här låtit ʀ-runan representera det första ljudet i sitt runnamn, yʀ, något som blir vanligare i senare runinskrifter men slår igenom som normal läsning först på medeltiden.